# いわおかめめ
いわおか めめ（9月17日 - ）は、日本の漫画家・イラストレーター。北海道出身。投稿時代の名前は岩岡目々。

## 来歴
『ちゃお』（小学館）の作家になる以前にも漫画を描いており、1998年に初の単行本となる『わるわ〜るど』が刊行された。これはさくまあきらの主宰していたイラスト投稿誌『チョコバナナ』に投稿した漫画がまとめられたものである。作風は若干少年漫画寄り。現在でも単行本のあとがきのスペシャルサンクスには「チョコバナナのみなさん」や、同じく同誌に投稿していた「池田結香先生」の表記がある。
2001年、「夢見るメロディー」（『ちゃおデラックス』夏の増刊号に掲載）で、『ちゃお』の漫画家として再デビューした。その後、女の子（特に主人公）が幼く見える絵柄ゆえ、『小学一年生』および『幼稚園』（いずれも小学館）に移籍。おもにイラストレーターとして活躍した。その中でもバトン漫画である「くるくるりんね」は本来の読者以外の話題にもなった。ただ、上記雑誌に在籍中も『ちゃおデラックス』に読み切りを発表している。
2006年以降は『ちゃお』本誌に連載作品を発表し、『ちゃお』の連載作家陣の一員となっている。なお、一度は学年誌に移籍した『ちゃお』作家が「ちゃお』復帰後に連載陣に定着した例としては、やぶうち優やにしむらともこがある。

## 作品リスト

### 連載
- くるくるりんね（『小学一年生』2002年4月号 - 2003年3月号） - 小学館で初連載作。
- にゃんにゃがにゃん（『ちゃお』2006年6月号 - 8月号）
- 怪盗ミルキィ☆ドロップ（『ちゃお』2006年11月号 - 2007年1月号）
- ぎゅぎゅっと守って！（『ちゃお』2007年4月号 - 9月号）
- まひるの流れ星☆☆（『ちゃお』2007年12月号 - 2008年12月号）
- メイドじゃないもん!シリーズ（『ちゃお』2009年2月号 - 2010年2月号）
- ダイアモンド・ステップ（『ちゃお』2010年4月号[2] - 9月号）
- エリートジャック!!（『ちゃお』2012年9月号[3] - 2015年12月号、『ちゃおデラックス』不定期連載）
- TOKYO★魔女ハウス（『ちゃお』2017年9月号[4] - 11月号）
- オレのお嬢に手を出すな！（『ちゃお』2018年6月号[5] - 8月号）
- おかえりハニー（『ちゃおデラックス』2022年1月号 - ）
- イイネ！♥👍REIWAギャル★あみるん（『ちゃお』2023年2月号[6] - 2023年4月号[7]、2023年8月号[8] - 2023年10月号[9]、2024年8月号[10]）

### 読み切り
- ズル休み記念日
- 桜色にほほえんで
- しずくちゃん七色変化
- 赤ずきんちゃんWARパニック
- わがままじゃじゃ馬キューピッド
- 100％男女交際
- アンバランスに卒業♪
- ハートに絶対絶命〔ママ〕!?
- 小さなサンタのおくりもの
- LOVEちっく怪盗ドロップ
- パワフルなおとめゴコロ
- 彼氏キケン地帯
- スーパーボディーガード
- ちゅうしてドキドキ
- ハロールーシー
- 恋の呪文をとなえちゃえ！
- 風使いの王子
- 猛獣使いのアリス
- デートしたいお年頃
- 愛しのオンリーわん！
- ふたりのひみつきち
- ホーリーワンダーりおん
- 乙女の願い
- 一緒にちゅうしよう
- トラブル少年おことわり！
- ちょこっとチロル
- モンスターランド☆
- 神楽坂先生のわがままな日々
- エリートジャック!!
- もふもふ彼氏（『ちゃお』2022年1月号[11]）

### 書籍
- わるわ〜るど（岩岡目々名義　発行：サマープロジェクト）

#### ちゃおコミックス（小学館）
- 保健室で会いましょう！（2006年6月30日発売、ISBN 978-4-09-130519-0）
  - 併録「ハロールーシー」「スーパー☆ボディーガード」「しずくちゃん七色変化」「彼氏キケン地帯」「ちゅうしてドキドキ」
- にゃんにゃがにゃん（2006年9月）
  - 併録「猛獣使いのアリス」「LOVEちっく怪盗ドロップ」「デートしたいお年頃」
- 怪盗ミルキィ☆ドロップ（2007年3月30日発売、ISBN 978-4-09-131094-1）
  - 併録「赤ずきんちゃんWARパニック」「風使いの王子」
- ぎゅぎゅっと守って！（2007年10月31日発売、ISBN 978-4-09-131260-0）
- まひるの流れ星☆☆（2008年 - 2009年刊、全3巻）
- メイドじゃないもん！（2009年 - 2010年刊、全3巻）
  1. 2009年7月24日発売、ISBN 978-4-09-132644-7
  2. 2010年2月1日発売、ISBN 978-4-09-132879-3
  3. 2010年6月1日発売、ISBN 978-4-09-133256-1
- ダイアモンド・ステップ（2010年11月29日発売、ISBN 978-4-09-133447-3）
- エリートジャック!!（2012年 - 刊、既刊12巻）
- 一緒にちゅうしよう（2014年9月1日発売、ISBN 978-4-09-136378-7）
- TOKYO★魔女ハウス（2017年12月27日発売、ISBN 978-4-09-870019-6）
- オレのお嬢に手を出すな！（2018年11月29日発売、ISBN 978-4-09-870307-4）
- おかえりハニー（2022年 - 、既刊1巻）
  1. 2022年9月26日発売、ISBN 978-4-09-871772-9
- イイネ！♥👍REIWAギャル★あみるん（2024年内、既刊2巻）
  1. 2024年2月26日発売、ISBN 978-4-09-872533-5
  2. 2024年4月25日発売、ISBN 978-4-09-872569-4

## その他
- 初の単行本『わるわ〜るど』がリリースされたころから、原稿を早く仕上げる事を評価されており、数社の雑誌の編集者からも注目されていたという。しかし、本格的に漫画家として活動するのは、『ちゃお』での再デビュー後だった。
- 雑誌『ファンロード』の読者（ローディスト）でもあり、かつて同誌誌上で川添真理子が『わるわ〜るど』の宣伝イラストを投稿したときは、それに対するお礼ハガキを投稿している。